# Парс, Хейно Яакович
Хе́йно Яа́кович Парс (эст. Heino Pars, 13 октября 1925, Мустла — 8 октября 2014) — советский, эстонский режиссёр, сценарист и оператор мультипликационных фильмов. Заслуженный деятель искусств Эстонской ССР (1975), лауреат Государственной премии Советской Эстонии (1975). Член АСИФА.

## Биография
Родился в городе Мустла Вильяндиского уезда, Эстонской Республики. Получил паспорт в 1939 году.
Оставаясь в Эстонии с начала Второй Мировой войны, в 1943 году был мобилизован в немецкую армию. После тяжёлого ранения в 1944 году был взят в плен советскими солдатами. В лагере для военнопленных в течение полутора лет работал на гвоздильном заводе. После освобождения с 1946 года учился на ветеринара в Тартуском университете, который окончил в 1950 году.
В 1953 году пытался поступить на режиссуру во Всесоюзный государственный институт кинематографии в Москве, но не был допущен к экзаменам, поскольку не имел советского аттестата об окончании средней школы. В том же году устроился ассистентом оператора в отдел хроникальных фильмов Таллинской киностудии художественных и документальных фильмов, который возглавлял Владимир Парвель. Два года спустя был переведён в игровое кино, где в частности работал с Юлием Куном на картине «Капитан первого ранга». Тогда же в мультотделе киностудии познакомился с Эльбертом Тугановым, пригласившим его в съёмочную группу кукольного фильма «Сон маленького Пеэтера» (1958). После ухода со студии оператора Эме Беэкман, Парс в качестве оператора снял с Тугановым восемь мультипликационных фильмов и в итоге Туганов предложил ему работать режиссёром.
Как режиссёр, дебютировал в 1962 году фильмом «Маленький мотороллер».
Значительное количество фильмов Парса сделано в технике кукольной мультипликации, совмещённой с натурными объектами. Так он стал создателем научно-популярного жанра в эстонском кукольном кино.

В кукольных фильмах-сказках Парс изобретательно соединил куклы с живой природой (на земле, в воде, в мире растений, птиц и насекомых): серия фильмов о приключениях оператора Кыпса и др. 
— Кино. Энциклопедический словарь, 1987
Член Союза кинематографистов СССР (СК Эстонской ССР), член АСИФА.
Скончался 8 октября 2014 года в Таллине.

## Фильмография

### Оператор
- 1960 — Бесёнок (Лесная сказка)
- 1961 — Отть в космосе
- 1961 — Я и Мурри
- 1962 — Две иллюстрации
- 1962 — Почти невероятная история
- 1963 — Так точно
- 1963 — Талант
- 1964 — Молодцы

### Режиссёр
- 1962 — Маленький мотороллер
- 1964 — Оператор Кыпс в стране грибов
- 1965 — Новые приключения оператора Кыпса
- 1965 — Яак и робот
- 1966 — Оператор Кыпс на необитаемом острове
- 1967 — Семь друзей Юссике
- 1967 — Хитрый Антс и нечистый
- 1968 — Оператор Кыпс в царстве камней
- 1969 — Эх, ты! Ух, ты! Ишь, ты!
- 1971 — Война птиц и зверей
- 1971 — Вот так чемпионы!
- 1971 — Март и его хлеб
- 1971 — Снежная мельница
- 1972 — Гвоздь
- 1972 — Мячики
- 1973 — Подводные друзья / Водяные
- 1974 — Сказка о его высочестве / Разве это разум?
- 1975 — Песня весне / Песни о весне
- 1976 — Горе-кузнец
- 1977 — Комочек глины
- 1977 — Чаромора
- 1979 — Когда поют мужчины (стереофильм)
- 1979 — Чаромора и капитан Трумм
- 1980 — Сын Орлиной пещеры
- 1981 — Гвоздь 2
- 1983 — Город мастеров медовых дел
- 1986 — Река жизни
- 1988 — Горох

### Сценарист
- 1962 — Две иллюстрации
- 1964 — Оператор Кыпс в стране грибов
- 1965 — Новые приключения оператора Кыпса
- 1969 — Эх, ты! Ух, ты! Ишь, ты!
- 1971 — Война птиц и зверей
- 1972 — Гвоздь
- 1972 — Мячики
- 1974 — Сказка о его высочестве / Разве это разум?
- 1979 — Когда поют мужчины (стереофильм)
- 1981 — Гвоздь 2
- 1986 — Река жизни
- 1988 — Горох

## Награды и звания
- диплом за новую технику в мультфильме «Гвоздь» на XI конгрессе УНИАТЕК (1974, Салерно, Италия);
- заслуженный деятель искусств Эстонской ССР[4];
- Государственная премия Советской Эстонии (1975)[4];
- приз на IX Всесоюзном кинофестивале во Фрунзе (1976) — за музыкально-звуковое решение мультфильма «Песня весне» (1975)[6];
- 3-й приз на X Всесоюзном кинофестивале в Риге (1977) — за мультфильм «Горе-кузнец» (1976)[7];
- Орден Белой звезды 5 класса (2001)[2][8];
- премия за вклад в киноискусство на Таллинском кинофестивале «Тёмные ночи» (2007)[9].

## Отзывы
Парс признан яркой фигурой эстонского киноцеха.

Раскрылось новое режиссёрское дарование — это Хейно Парс, создавший на эстонской студии целую серию оригинальных картин с постоянным кукольным героем оператором Кыпсом, а также цикл лаконичных, превосходных по мастерству «одушевления» фильмов, в которых «действующие лица» — гвозди.
— С. В. Асенин «Волшебники экрана», 1974

Он любопытный дидакт и моралист, понимающий юмор. Эти фильмы когда-то очаровывали шестую часть земного шара в кинотеатрах (таким тогда представлялся Советский Союз). Сегодня мы признаём экологическое чувство жизни во многих фильмах Парса. Работами Парса был создан любимый эстонский анимационный фильм.
— Яан Руус Eesti Ekspress: Areen, 15 октября 2014

## Память
Вместе с другим эстонским режиссёром-мультипликатором Эльбертом Тугановым стал героем полнометражного документально-анимационного фильма «Короли своего времени» / Aja meistrid (2008, режиссёр Майт Лаас).